# 大横田勉
大横田 勉（おおよこた つとむ、1913年（大正2年）4月20日 - 1994年（平成6年）10月9日）は、日本の水泳選手。1932年ロサンゼルスオリンピック400メートル自由形で銅メダルを獲得。"水泳王国日本"の黄金時代を築いた人物の一人である。明治大学出身。

## 生涯
広島県出身。旧制修道中等学校（現：修道中学校・高等学校）で主将として活躍する。明治大学在学中の1932年（昭和7年）、200m自由形で2分14秒6、400m自由形で4分50秒4の日本新記録を出した。同年ロサンゼルスオリンピックで圧勝した日本水泳チームに選ばれ胃腸炎に罹ったものの男子400m自由形で銅メダルを獲得した。
修道中学校では2期上に河石達吾、1期下に河津憲太郎がおり、同オリンピック競泳で揃ってメダルを獲得した。
明治大学卒業後は就職したが、陸軍に入り、砲兵大尉として終戦を迎える。
1950年（昭和25年）12月19日付で総理府より辞令を受け、陸上自衛隊の前身である警察予備隊に警察士長として入隊。その後、第3特科連隊第3大隊長、同副連隊長、防衛大学校教官、岡山地方連絡部長、中部方面厚生課長を歴任。
1964年（昭和39年）の東京オリンピックに際しては、オリンピック支援集団司令部競技支援部長としてオリンピックの運営に携わった。
1966年（昭和41年）4月20日、1等陸佐で定年により退官した。
自衛隊退官後は「会賓」として日本水泳連盟に所属した。
1985年（昭和60年）11月3日には「防衛」の功績により勲四等瑞宝章を受章した。
1994年（平成6年）10月9日に死去した。享年81。

## 関連作品
- いだてん〜東京オリムピック噺〜（演：林遣都）